# Chikar
Chikar è una piccola città situato nell'Azad Kashmir, nell'estremo nord del Pakistan.